# 崇聖牌樓

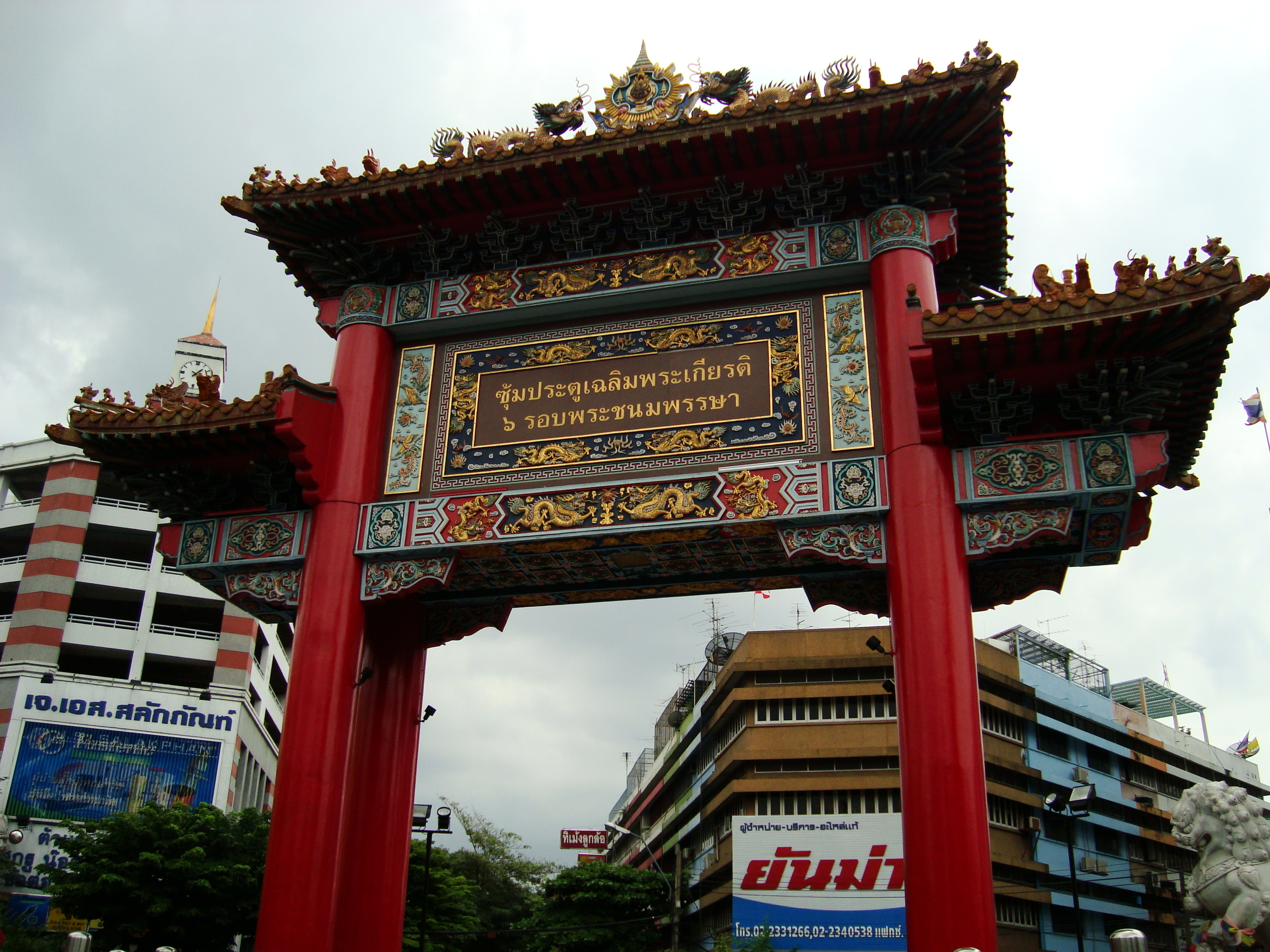
崇聖牌樓的泰文一方

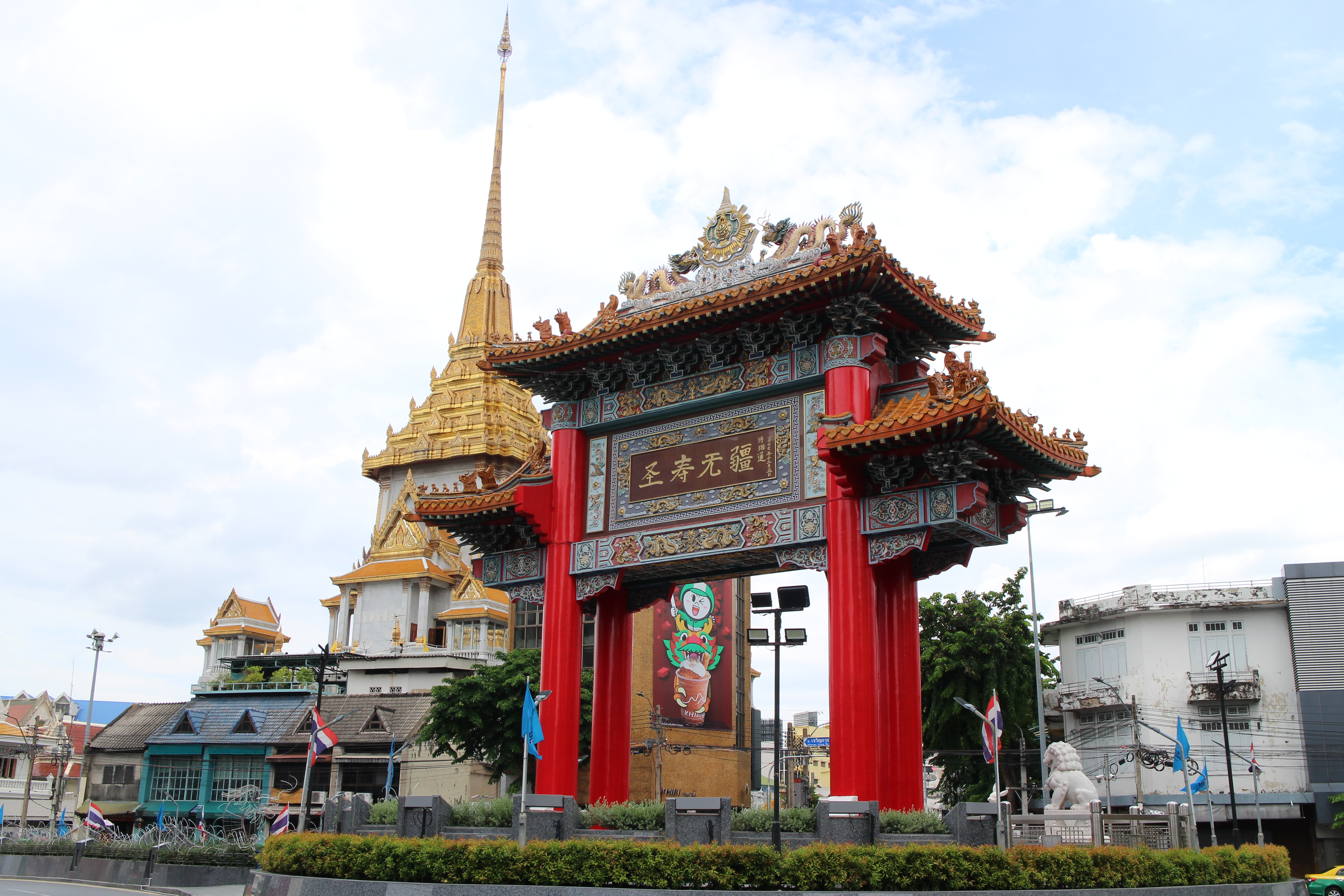
崇聖牌樓的簡體漢字一方

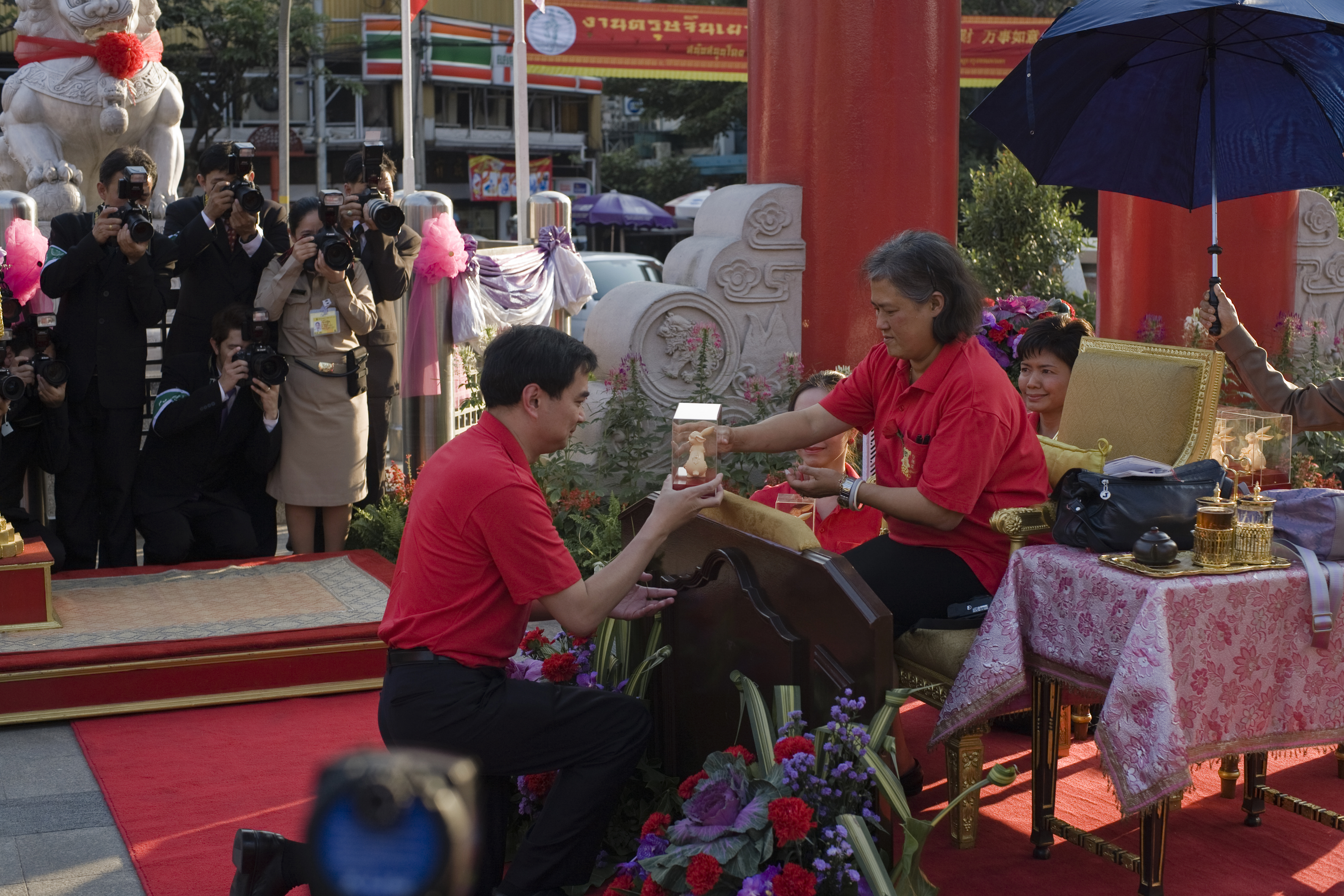
2011年春节，诗琳通公主在崇圣牌楼下出席仪式。

崇聖牌樓; 又名「中國門」（China Gate）位於泰國首都曼谷的三攀他旺縣、以及耀華力路的起點，原來的「高亭戲院」前方之三角路上之噴水池的位置。它是一座傳統中國建築的牌樓。每當農曆年初一，此地舉行春節慶祝活動，泰國君主家族成員都會出席儀式，並沿著耀華力路向泰國的華僑拜年。

## 起源
在千禧年的龍年（2000年），當時泰國的君主拉瑪九世達到72歲時，泰國的華僑各姓氏宗親總會籌劃，制作這個牌樓作為他的生日賀禮。

## 建築
高16.4公呎，頂端有龍、鳳凰、獅子等動物雕像及泰國君主拉瑪九世的徽章；一面橫匾為拉瑪九世的女兒詩琳通公主以簡體漢字書寫“聖壽無疆”，共用99銖重的純黃金片精貼而成。

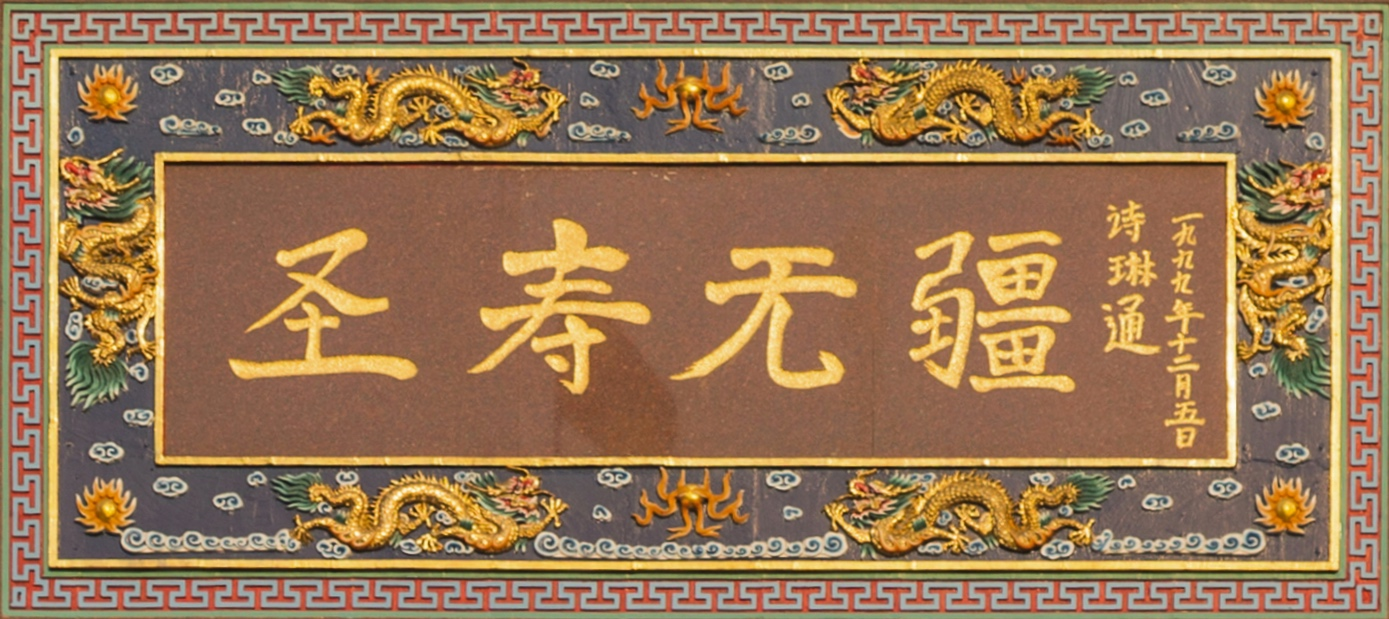
“圣寿无疆”匾额
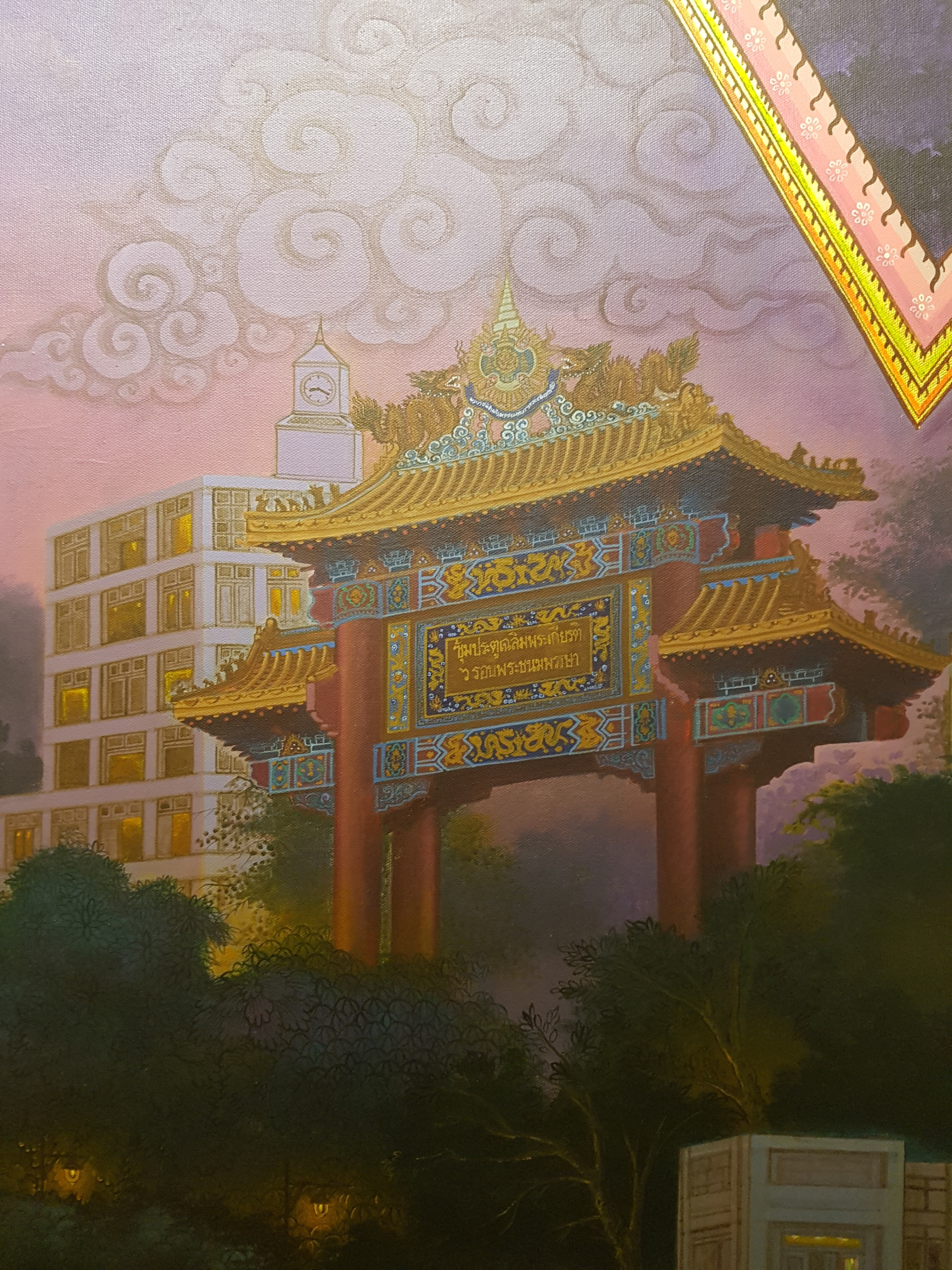
画中的崇圣牌楼

## 流行文化
- 曾是电影《唐人街探案》的取景地之一。
- 崇圣牌楼于2022年6月18日被手机游戏《我爱拼模型》中收录。

13°44′14″N 100°30′47″E / 13.73715°N 100.512998°E